# Psiloderces malinoensis
Espèce
Psiloderces malinoensis est une espèce d'araignées aranéomorphes de la famille des Psilodercidae.

## Distribution
Cette espèce est endémique de Sulawesi en Indonésie. Elle se rencontre vers Malino.

## Description
Le mâle holotype mesure 1,40 mm et la femelle paratype 1,47 mm.

## Étymologie
Son nom d'espèce qui habite », lui a été donné en référence au lieu de sa découverte, Malino.

## Publication originale
- Chang & Li, 2020 : Fourteen new species of the spider genus Psiloderces Simon, 1892 from Southeast Asia (Araneae, Psilodercidae). ZooKeys, vol. 902, p. 61-105 (texte intégral).